# Факторіал
| n      | n!                    |
| ------ | --------------------- |
| 0      | 1                     |
| 1      | 1                     |
| 2      | 2                     |
| 3      | 6                     |
| 4      | 24                    |
| 5      | 120                   |
| 6      | 720                   |
| 7      | 5040                  |
| 8      | 40320                 |
| 9      | 362880                |
| 10     | 3628800               |
| 11     | 39916800              |
| 12     | 479001600             |
| 13     | 6227020800            |
| 14     | 87178291200           |
| 15     | 1307674368000         |
| 16     | 20922789888000        |
| 17     | 355687428096000       |
| 18     | 6402373705728000      |
| 19     | 121645100408832000    |
| 20     | 2432902008176640000   |
| 25     | 1.551121004×1025      |
| 50     | 3.041409320×1064      |
| 70     | 1.197857167×10100     |
| 100    | 9.332621544×10157     |
| 450    | 1.733368733×101000    |
| 1000   | 4.023872601×102567    |
| 3249   | 6.412337688×10000     |
| 10000  | 2.846259681×1035659   |
| 25206  | 1.205703438×10100000  |
| 100000 | 2.824229408×10456573  |
| 205023 | 2.503898932×101000004 |
| 1000   | 8.263931688×105565708 |
| 10100  | 10101.9981097754820   |

Факторіал натурального числа {\displaystyle n} — добуток натуральних чисел від одиниці до {\displaystyle n} включно, позначається {\displaystyle n}!.
За означенням {\displaystyle 0!=1}, згідно з конвенцією для порожнього добутку..
При великих {\displaystyle n} наближене значення факторіала можна обчислити за формулою Стірлінга.
Факторіал {\displaystyle n} дорівнює кількості перестановок з {\displaystyle n} елементів.

## Історія
Індійські науковці використовували факторіали для підрахунку перестановок ще в 12-му столітті. В 1677, Фабіан Стедмен описав застосування факторіалів для узгодження передзвону, музичного мистецтва із використанням багатьох підібраних налаштованих дзвонів. Після описання рекурсивного методу, Стедмен приводить визначення факторіалу.
Математичний запис n! було запропоновано французьким математиком Крістіаном Крампом у 1808.

## Визначення
Функція факторіалу визначається добутком
{\displaystyle n!=1\cdot 2\cdot 3\cdot \ldots \cdot (n-2)\cdot (n-1)\cdot n,}
для початкового цілого числа n ≥ 1. Цей добуток можна представити у нотації великим Пі для добутку наступним чином
{\displaystyle n!=\prod _{i=1}^{n}i.}
Із цих формул можна отримати наступне рекурентне співвідношення:
{\displaystyle n!=n\cdot (n-1)!.}
Наприклад, маємо наступне:
{\displaystyle {\begin{aligned}5!&=5\cdot 4!\\6!&=6\cdot 5!\\50!&=50\cdot 49!\end{aligned}}}
і так далі.

### Факторіал нуля
Для того, щоб рекурентне співвідношення могло поширюватися на випадок n = 0, необхідним є визначити, що
{\displaystyle 0!=1}
Так що
{\displaystyle 1!=1\cdot 0!=1.}
Існує ряд незалежних причин, чому це визначення вважають гармонійним. Це є наступні твердження:
- У випадку n = 0, у визначенні n! як добутку припускає порожній добуток без чисел взагалі, і тому це є прикладом більш ширшої конвенції того що добуток без множників дорівнює мультиплікативній одиниці (див. порожній добуток).
- Існує лише єдина перестановка нульової кількості об'єктів (оскільки нема чого переставляти, єдиною можливою перестановкою залишається тотожна, яка нічого не робить).
- Це дозволяє утворити багато рівнянь з комбінаторики, що будуть дійсними для всіх заданих розмірів. Кількість різних способів вибрати 0 елементів із порожньої множини задається біноміальним коефіцієнтом

{\displaystyle {\binom {0}{0}}={\frac {0!}{0!0!}}=1}.
В більш загальному випадку, кількість різних способів впорядкувати всі n елементи із множини з n елементів дорівнюватиме
{\displaystyle {\binom {n}{n}}={\frac {n!}{n!0!}}=1}.
- Це дозволяє мати компактний вираз багатьох формул, таких як показникова функція, що задає степеневий ряд:

{\displaystyle e^{x}=\sum _{n=0}^{\infty }{\frac {x^{n}}{n!}}.}

### Факторіал не цілого числа
Функцію факторіалу також можна визначити для не цілих чисел з використанням більш складних математичних понять (за допомогою гамма-функції n! = Γ(n + 1)). Це більш загальне визначення використовується в інженерних калькуляторах і в математичному програмному забезпеченні такому як Maple, Mathematica або APL.

## Факторіали деяких чисел
0!  = 1

1!  = 1

2!  = 1·2 = 2

3!  = 1·2·3 = 6

4!  = 1·2·3·4 = 24

5!  = 1·2·3·4·5 = 120

6!  = 1·2·3·4·5·6 = 720

7!  = 1·2·3·4·5·6·7 = 5040

8!  = 1·2·3·4·5·6·7·8 = 40320

9!  = 1·2·3·4·5·6·7·8·9 = 362880

10! = 1·2·3·4·5·6·7·8·9·10 = 3628800

## Властивості

### Рекурентна формула
{\displaystyle n!={\begin{cases}1&n=0,\\n\cdot (n-1)!&n>0.\end{cases}}}

### Комбінаторна інтерпретація
В комбінаториці факторіал натурального числа n інтерпретується як кількість перестановок (упорядкування) множини з n елементів. Наприклад, для множини {A, B, C, D} з 4-х елементів існує 4! = 24 перестановки:
```
ABCD  BACD  CABD  DABC
ABDC  BADC  CADB  DACB
ACBD  BCAD  CBAD  DBAC
ACDB  BCDA  CBDA  DBCA
ADBC  BDAC  CDAB  DCAB
ADCB  BDCA  CDBA  DCBA
```

Комбінаторна інтерпретація факторіала слугує обґрунтуванням тотожності 0! = 1, оскільки порожня множина може бути впорядкованою лише одним способом.

### Зв'язок з гамма-функцією
Факторіал є пов'язаним з гамма-функцією від цілого аргументу співвідношенням:
Таким чином, гамма-функцію розглядають як узагальнення факторіалу для додатних дійсних чисел. Шляхом аналітичного продовження її також поширюють на всю комплексну площину, виключаючи особливі точки.

### ФормулаСтірлінга
Формула Стірлінґа — одна з найвідоміших наближених формул для обчислення факторіала:
В багатьох випадках для наближеного значення факторіала досить розглядати лише головний член формули Стірлінга:
при цьому можна стверджувати, що

## Подвійний факторіал
Подвійний факторіал числа n позначається n!! і визначається як добуток всіх послідовних парних (якщо n парне) або непарних (якщо n непарне) натуральних чисел до n включно. Таким чином,
За означенням {\displaystyle 0!!=1}.

## Застосування
Хоча функція факторіалу має свої корені у комбінаториці, формули, в яких зустрічається факторіал, є в різноманітних галузях математики.
- Існує n! різних способів впорядкування n різних об'єктів у послідовність, перестановок цих об'єктів.[5][6]
- Часто факторіали присутні у знаменнику формули, аби врахувати факт, що впорядкування ігнорується. Класичним прикладом є підрахунок k-комбінацій (підмножини із k елементів) із множини з n елементів. Таку комбінацію можна обравши k-перестановок: послідовно обираючи і убираючи один елемент з множини, k разів, для загального числа з

{\displaystyle (n-0)(n-1)(n-2)\cdots \left(n-(k-1)\right)={\tfrac {n!}{(n-k)!}}=n^{\underline {k}}}
можливостей. Однак це підраховує k-комбінацій у заданому порядку, що в даному підрахунку потрібно ігнорувати; оскільки кожну k-комбінацію можна отримати k! різними способами, таким чином правильною кількістю k-комбінацій є
{\displaystyle {\frac {n(n-1)(n-2)\cdots (n-k+1)}{k(k-1)(k-2)\cdots 1}}={\frac {n^{\underline {k}}}{k!}}={\frac {n!}{(n-k)!k!}}={\binom {n}{k}}.}
Це число відоме як біноміальний коефіцієнт, оскільки він також є коефіцієнтом xk у (1 + x)n. Терм {\displaystyle n^{\underline {k}}} часто називають спадним факторіалом.
- Факторіали зустрічаються в алгебрі з різних обставин, або у якості вищезгаданих коефіцієнтів біному Ньютона, або для усереднення за перестановками для симетризації[en] певних операцій.
- Факторіали також зустрічаються у численні; наприклад, вони зустрічаються у знаменниках термів в формулі Тейлора,[8] де вони застосовуються як компенсуючі терми завдяки тому, що n-а похідна функції xn є еквівалентною n!.
- Факторіали також широко використовуються у теорії ймовірностей.[9]
- Факторіали можуть бути корисними для здійснення перетворень виразів. Наприклад, число з k-перестановок із n можна записати як

{\displaystyle n^{\underline {k}}={\frac {n!}{(n-k)!}}\,;}
хоча цей вираз є неефективний для розрахунку цього числа, він може використовуватися для доведення властивості симетричності біноміальних коефіцієнтів:
{\displaystyle {\binom {n}{k}}={\frac {n^{\underline {k}}}{k!}}={\frac {n!}{(n-k)!k!}}={\frac {n^{\underline {n-k}}}{(n-k)!}}={\binom {n}{n-k}}\,.}
- За допомогою закону про степінь[en] можна показати, що функція факторіалу є

{\displaystyle n!=D^{n}\,x^{n}={\frac {d^{n}}{dx^{n}}}\,x^{n}}
де Dn xn є нотацією Ейлера для nї похідної функції xn.

## Швидкість зростання функції і апроксимація для великихn

Графік натурального логарифму від факторіалу

Із збільшенням n, факторіал n! зростає швидше за усі поліноміальні та експоненційні функції (але повільніше ніж подвійні експоненційні функції) із n.
Більшість апроксимацій для n! основані на наближенні її натурального логарифма
{\displaystyle \ln n!=\sum _{x=1}^{n}\ln x\,.}
Графік функції f(n) = ln n! показано на малюнку праворуч. Він має приблизно лінійний вигляд для всіх розумних значень n, але це інтуїтивне сприйняття є хибним. Найпростішу апроксимацію для ln n! можна отримати обмеживши суму за допомогою інтегралу зверху і знизу наступним чином:
{\displaystyle \int _{1}^{n}\ln x\,dx\leq \sum _{x=1}^{n}\ln x\leq \int _{0}^{n}\ln(x+1)\,dx}
що дає нам наступну оцінку
{\displaystyle n\ln \left({\frac {n}{e}}\right)+1\leq \ln n!\leq (n+1)\ln \left({\frac {n+1}{e}}\right)+1\,.}
Оскільки ln n! ∼ n ln n (див. Нотація великого O). Цей результат відіграє важливу роль в аналізі розрахункової складності алгоритмів сортування (див. сортування порівняннями). Із тих обмежень для ln n!, що отримані вище ми маємо
{\displaystyle \left({\frac {n}{e}}\right)^{n}e\leq n!\leq \left({\frac {n+1}{e}}\right)^{n+1}e\,.}
Іноді більш практичним є використання слабших, але простіших оцінок. Використавши вищенаведену формулу легко показати, що для всіх n ми маємо (n/3)n < n!, а для всіх n ≥ 6 ми маємо n! < (n/2)n.

Порівняння апроксимації Стірлінґа із факторіалом

Для великих n ми маємо кращу оцінку для числа n! якщо використати апроксимацію Стірлінґа:
{\displaystyle n!\sim {\sqrt {2\pi n}}\left({\frac {n}{e}}\right)^{n}\,.}
Цей вираз отримано із асимптотичного ряду для логарифма, а n факторіал знаходиться між цією і наступною апроксимацією:
{\displaystyle {\sqrt {2\pi n}}\left({\frac {n}{e}}\right)^{n}<n!<{\sqrt {2\pi n}}\left({\frac {n}{e}}\right)^{n}e^{\frac {1}{12n}}\,.}
Інше наближення для ln n! запропонував Срініваса Рамануджан (Ramanujan, 1988)
{\displaystyle {\begin{aligned}\ln n!&\approx n\ln n-n+{\frac {\ln {\Bigl (}n{\bigl (}1+4n(1+2n){\bigr )}{\Bigr )}}{6}}+{\frac {\ln \pi }{2}}\\[6px]\Longrightarrow \;n!&\approx {\sqrt {2\pi n}}\left({\frac {n}{e}}\right)^{n}\left(1+{\frac {1}{2n}}+{\frac {1}{8n^{2}}}\right)^{\frac {1}{6}}\,.\end{aligned}}}
Обидва останні наближення мають відносну похибку, що має порядок в 1/n3, але апроксимація Рамануджана майже в чотири рази точніша. Однак, якщо ми використаємо два терми корекції (як у апроксимації Рамануджана) відносна похибка матиме порядок 1/n5:
{\displaystyle n!\approx {\sqrt {2\pi n}}\left({\frac {n}{e}}\right)^{n}\exp \left({{\frac {1}{12n}}-{\frac {1}{360n^{3}}}}\right)\,.}

## Розширення факторіалу до не цілих значень аргумента

### Гамма і пі функції

Гамма функція інтерполює функцію факторіала для не цілих значень. Основна ідея полягає в рекурентному співвідношенні, що узагальнене до неперервної області.

Окрім невід'ємних цілих, факторіал також можна визначити для нецілих значень, але це потребуватиме застосування більш складних методів математичного аналізу.
Однією функцією, що «збігається» зі значеннями факторіалу (але із зсувом на 1 в аргументі), що часто використовується для його розрахунку, називається гамма-функцією, і позначається як Γ(z). Вона визначена для всіх комплексних чисел z крім не від'ємних цілих, і при додатній дійсній частині z задається наступним чином
{\displaystyle \Gamma (z)=\int _{0}^{\infty }t^{z-1}e^{-t}\,dt\,.}
Вона пов'язана із факторіала, таким чином, що для будь-якого натурального числа n
{\displaystyle n!=\Gamma (n+1)\,.}
Оригінальна формула яку запропонував Ейлер для гамма-функції мала наступний вигляд
{\displaystyle \Gamma (z)=\lim _{n\to \infty }{\frac {n^{z}n!}{\displaystyle \prod _{k=0}^{n}(z+k)}}.}
Іншою функцією що використовується, яка також «збігається» у своїх значеннях до факторіала (але без зсуву аргументів), є функція, яку запропонував Карл Фрідріх Гаусс, називається пі функцією, позначається як Π(z) для дійсних чисел z ≥ 0. Вона визначається наступним чином
{\displaystyle \Pi (z)=\int _{0}^{\infty }t^{z}e^{-t}\,dt\,.}
Якщо виразити через гамма-функцію, то пі функція зв'язана з нею наступним чином
{\displaystyle \Pi (z)=\Gamma (z+1)\,.}

Функція факторіалу, узагальнена для всіх дійсних чисел крім від'ємних цілих. Наприклад, 0! = 1! = 1, (−1/2)! = √π, 1/2! = √π/2.

Пі функція повністю поширює факторіал до наступного:
{\displaystyle n!=\Pi (n)\quad {\text{ для }}n\in \mathbf {N} \,.}
Крім того, пі функція задовольняє тому ж правилу рекурентності що і факторіал, але для кожного комплексного значення z для якого вона визначена
{\displaystyle \Pi (z)=z\Pi (z-1)\,.}
Насправді, це більше не є рекурентним відношенням, а є функціональним рівнянням. Якщо виразити його в термінах гамма-функції, то це функціональне рівняння прийме вигляд:
{\displaystyle \Gamma (n+1)=n\Gamma (n)\,.}
Оскільки за допомогою пі функції факторіал поширено для кожного комплексного значення z де він визначений, можна записати наступне:
{\displaystyle z!=\Pi (z)}
Значення цих функцій для напівцілих значень таким чином визначаються однією із них; матимемо
{\displaystyle \Gamma \left({\frac {1}{2}}\right)=\left(-{\frac {1}{2}}\right)!=\Pi \left(-{\frac {1}{2}}\right)={\sqrt {\pi }}\,,}
звідки випливає, що для n ∈ N,
{\displaystyle {\begin{aligned}&\Gamma \left({\frac {1}{2}}+n\right)=\left(-{\frac {1}{2}}+n\right)!=\Pi \left(-{\frac {1}{2}}+n\right)\\[5pt]={}&{\sqrt {\pi }}\prod _{k=1}^{n}{\frac {2k-1}{2}}={\frac {(2n)!}{4^{n}n!}}{\sqrt {\pi }}={\frac {(2n-1)!}{2^{2n-1}(n-1)!}}{\sqrt {\pi }}\,.\end{aligned}}}
Наприклад,
{\displaystyle \Gamma \left({\frac {9}{2}}\right)={\frac {7}{2}}!=\Pi \left({\frac {7}{2}}\right)={\frac {1}{2}}\cdot {\frac {3}{2}}\cdot {\frac {5}{2}}\cdot {\frac {7}{2}}{\sqrt {\pi }}={\frac {8!}{4^{4}4!}}{\sqrt {\pi }}={\frac {7!}{2^{7}3!}}{\sqrt {\pi }}={\frac {105}{16}}{\sqrt {\pi }}\approx 11.631\,728\ldots }
Також маємо, що для n ∈ N,
{\displaystyle \Gamma \left({\frac {1}{2}}-n\right)=\left(-{\frac {1}{2}}-n\right)!=\Pi \left(-{\frac {1}{2}}-n\right)={\sqrt {\pi }}\prod _{k=1}^{n}{\frac {2}{1-2k}}={\frac {\left(-4\right)^{n}n!}{(2n)!}}{\sqrt {\pi }}\,.}
Наприклад,
{\displaystyle \Gamma \left(-{\frac {5}{2}}\right)=\left(-{\frac {7}{2}}\right)!=\Pi \left(-{\frac {7}{2}}\right)={\frac {2}{-1}}\cdot {\frac {2}{-3}}\cdot {\frac {2}{-5}}{\sqrt {\pi }}={\frac {\left(-4\right)^{3}3!}{6!}}{\sqrt {\pi }}=-{\frac {8}{15}}{\sqrt {\pi }}\approx -0.945\,308\ldots }
Пі функція, звичайно, не є єдиним способом розширити факторіал до вигляду функції визначеної для майже всіх комплексних значень, і навіть не є єдиною функцією, що є аналітичною у області її визначення. Однак зазвичай її розглядають як найбільш природний спосіб поширити значення факторіала до комплексної функції. Наприклад, Бор-Молерупова теорема стверджує, що гамма-функція, що приймає значення 1 при 1, задовольняє функціональному рівнянню Γ(n + 1) = nΓ(n), є мероморфною для комплексних чисел, і є логарифмічно опуклою функцією у додатній частині осі дійсних чисел. Подібне твердження є дійсним так само і для пі функції, при використанні функціонального рівняння Π(n) = nΠ(n − 1).
Однак, існують комплексні функції, які імовірно простіші з точки зору теорії аналітичних функцій і які також інтерполюють значення факторіала. Наприклад, гамма функція Гадамарда (Hadamard, 1894) яка, на відміну від гамма-функції є цілою функцією.
Ейлер також розробив збіжну апроксимацію добутків для нецілих факторіалів, яку можна розглядати еквівалентною формулою для гамма функції, наведеної вище:
{\displaystyle {\begin{aligned}n!=\Pi (n)&=\prod _{k=1}^{\infty }\left({\frac {k+1}{k}}\right)^{n}\!\!{\frac {k}{n+k}}\\&=\left[\left({\frac {2}{1}}\right)^{n}{\frac {1}{n+1}}\right]\left[\left({\frac {3}{2}}\right)^{n}{\frac {2}{n+2}}\right]\left[\left({\frac {4}{3}}\right)^{n}{\frac {3}{n+3}}\right]\cdots \end{aligned}}}
Однак, ця функція не має практичного застосування для розрахунку пі функції або гама функції, швидкість її збіжності дуже мала.

### Застосування гамма-функції
Об'єм n-вимірної гіперсфери радіусом R дорівнює
{\displaystyle V_{n}={\frac {\pi ^{\frac {n}{2}}}{\Gamma \left({\frac {n}{2}}+1\right)}}R^{n}\,.}

### Факторіал у комплексній площині

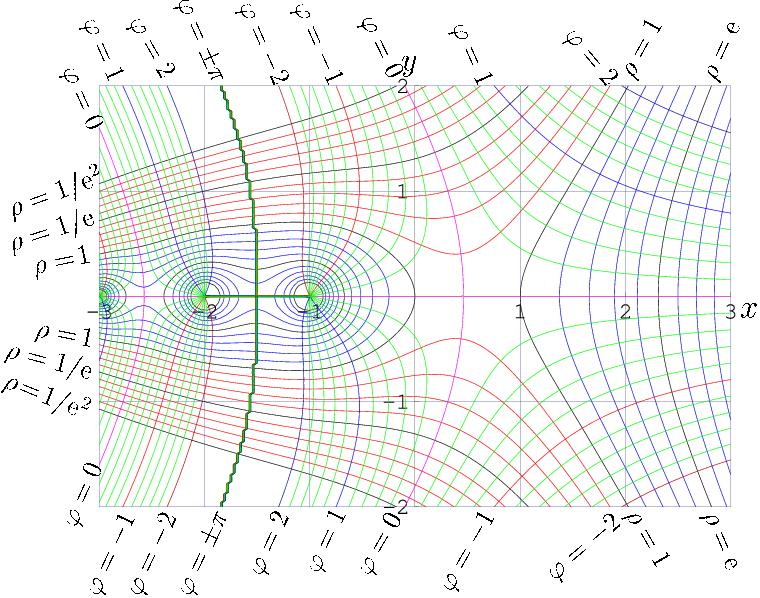
Амплітуда і фаза факторіалу комплексного аргумента

Представлення за допомогою гамма-функції дозволяє розраховувати факторіал для комплексного аргументу. Ізолінії амплітуди і фази для факторіала показані на зображенні праворуч. Нехай
{\displaystyle f=\rho e^{i\varphi }=(x+{\rm {i}}y)!=\Gamma (x+iy+1)\,.}
Показано декілька рівнів для сталого модуля (амплітуди) ρ і сталої фази φ. Сітка покриває діапазон значень −3 ≤ x ≤ 3, −2 ≤ y ≤ 2, з одиничним кроком. Виділена жирним лінія показує рівень φ = ±π.
Тонкі лінії показують проміжні рівні при сталій амплітуді і сталій фазі. В полюсах для кожного від'ємного цілого, фаза і амплітуда не визначені. Ізолінії стають густішими в околі сингулярностей здовж від'ємних цілих значень аргументу.
Для |z| < 1, можна застосувати розкладання в ряд Тейлора:
{\displaystyle z!=\sum _{n=0}^{\infty }g_{n}z^{n}\,.}
Перші коефіцієнти цього розкладання будуть наступними
| n | gn                     | наближення    |
| - | ---------------------- | ------------- |
| 0 | 1                      | 1             |
| 1 | −γ                     | −0.5772156649 |
| 2 | π2/12 + γ2/2           | 0.9890559955  |
| 3 | −ζ(3)/3 − π2/12 − γ3/6 | −0.9074790760 |

де γ це Стала Ейлера—Маскероні, а ζ(z) це Дзета-функція Рімана. Системи комп'ютерної алгебри, на кшталт SageMath можуть генерувати багато термів такого ряду.

### Наближення факторіалу
Для великих значень аргументу, факторіал можна наблизити за допомогою інтегрування дигамма-функції, використавши представлення у формі ланцюгового дробу. Це наближення запропонував Т. Ж. Стілтьєс (1894). Маючи z! = eP(z) де P(z) є
{\displaystyle P(z)=p(z)+{\frac {\ln 2\pi }{2}}-z+\left(z+{\frac {1}{2}}\right)\ln(z)\,,}
Стілтьєс запропонував ланцюговий дріб для p(z):
{\displaystyle p(z)={\cfrac {a_{0}}{z+{\cfrac {a_{1}}{z+{\cfrac {a_{2}}{z+{\cfrac {a_{3}}{z+\ddots }}}}}}}}}
Перші декілька коефіцієнтів an виглядатимуть наступним чином:
| n | an                       |
| - | ------------------------ |
| 0 | 1/12                     |
| 1 | 1/30                     |
| 2 | 53/210                   |
| 3 | 195/371                  |
| 4 | 22999/22737              |
| 5 | 29944523/19733142        |
| 6 | 109535241009/48264275462 |
Існує невірне уявлення про те, що рівняння ln z! = P(z) або ln Γ(z + 1) = P(z) є вірним для будь-яких комплексних значень z ≠ 0. Насправді, відношення задане через логарифм є дійсним лише на певному відрізку значень z в околі осі дійсних значень, де −π < Im(Γ(z + 1)) < π. Чим більшою є дійсна частина аргументу тим меншою має бути уявна частина. Однак, обернене відношення, z! = eP(z), є вірним для всієї комплексної площини значень крім z = 0. Збіжність буде слабшою в околі від'ємної частини осі дійсних значень; також важко мати хорошу збіжність будь-якого наближення біля точок сингулярностей. Коли |Im z|>2 або Re z > 2, шести коефіцієнтів буде вдосталь для розрахунку факторіалу комплексного числа із подвійною точністю. Для більшої точності знадобиться розрахувати більшу кількість коефіцієнтів за допомогою раціональної схеми QD (QD алгоритм Рутісгаузера).

### Від'ємні цілі аргументи
Відношення n! = n × (n − 1)! дозволяє розрахувати факторіал заданого цілого числа у випадку не великих значень. Це співвідношення можна переписати таким чином, аби мати можливість розрахувати факторіал для відносно великих цілих чисел:
{\displaystyle (n-1)!={\frac {n!}{n}}.}
Однак використати цю рекурсію не можливо, якщо необхідно розрахувати факторіал для від'ємного цілого числа; якщо використати цю формулу для розрахунку (−1)! ми отримаємо операцію Ділення на нуль, і таким чином це не дозволяє розрахувати факторіал для будь-якого цілого від'ємного числа. Аналогічно тому, гамма-функція також є невизначеною для нуля або від'ємних цілих, хоча вона є визначеною для всіх інших комплексних чисел.